# Beverley Allitt
Beverley Gail Allitt, född 4 oktober 1968, även kallad "Dödsängeln", är en brittisk seriemördare som mellan februari och april 1991 mördade fyra barn och skadade ytterligare fem barn allvarligt på det barnsjukhus i Lincolnshire, England där hon arbetade som sjuksköterska. Hennes första offer var en sju månader gammal pojke vid namn Liam Taylor som mördades 21 februari 1991. Huvudsakligen använde hon sig av injektioner av insulin eller kalium och förorsakade på så sätt hjärtstillestånd hos barnen.
Två andra offer var de för tidigt födda tvillingarna Becky och Katie Phillips. Becky mördades 1 april 1991 med en insulinöverdos. Allitt gav även Katie en överdos av insulin; Katie överlevde men blev åsamkad svåra hjärnskador, förlamning och blindhet. Allitt hade då blivit tillfrågad om att bli gudmor till Katie. Katie Phillips fick 1999 ett rekordhögt skadestånd på 26 miljoner kronor.
Allitt blev diagnostiserad med Münchhausen by proxy, en psykisk sjukdom som innebär på att man söker uppmärksamhet genom att skada andra.
Den 23 maj 1993 dömdes Allitt till 13 gånger livstids fängelse. Hon erkände då fyra mord, tre mordförsök och att ha orsakat svåra skador på ytterligare sex barn.